# Aramatau River
Aramatau River är ett vattendrag i Guyana.   Det ligger i regionen East Berbice-Corentyne, i den sydöstra delen av landet. Floden mynnar vid gränsen i floden Coeroenie.